# Earl F. Landgrebe

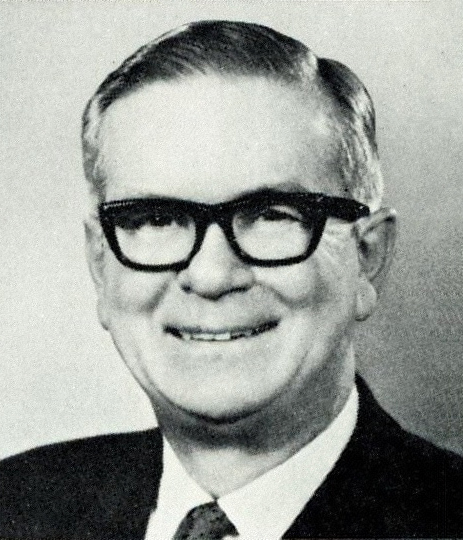
Earl F. Landgrebe

Earl Fredrick Landgrebe (* 21. Januar 1916 in Valparaiso, Indiana; † 29. Juni 1986 ebenda) war ein US-amerikanischer Politiker. Zwischen 1969 und 1975 vertrat er den Bundesstaat Indiana im US-Repräsentantenhaus.

## Werdegang
Earl Landgrebe besuchte die Union Township Elementary School und danach die Wheeler High School. Im Jahr 1936 heiratete er Helen Lucille Field. Er gründete und leitete die Firma Landgrebe Motor Inc. Politisch war er Mitglied der Republikanischen Partei. Zwischen 1959 und 1968 saß er im Senat von Indiana.
Bei den Kongresswahlen des Jahres 1968 wurde Landgrebe im zweiten Wahlbezirk von Indiana in das US-Repräsentantenhaus in Washington, D.C. gewählt, wo er am 3. Januar 1969 die Nachfolge von Charles A. Halleck antrat. Nach zwei Wiederwahlen konnte er bis zum 3. Januar 1975 drei Legislaturperioden im Kongress absolvieren. In diese Zeit fiel unter anderem das Ende des Vietnamkrieges. Landgrebe war ein Anhänger von Präsident Richard Nixon. Während der Watergate-Affäre hielt er trotz der erdrückenden Beweislage gegen den Präsidenten zu diesem. Dieses Verhalten kostete ihn im Jahr 1974 die Wiederwahl.
Nach seinem Ausscheiden aus dem US-Repräsentantenhaus widmete sich Landgrebe wieder der Führung seines Unternehmens. Im Jahr 1980 fiel er während eines Streiks gegen seine Firma auf, als er persönlich Waren aus der bestreikten Fabrik herausbrachte und damit einen Konflikt mit den Streikenden auslöste. Er starb am 29. Juni 1986 in Valparaiso.